# Chief Legal Officer
Der Chief Legal Officer (CLO), auch Chief Law Officer oder General Counsel, bezeichnet im englischsprachigen Raum eine Führungskraft der Rechtsabteilung eines Unternehmens und ist hauptverantwortlich für die rechtlichen Belange. Im deutschen Raum wird eine solche Person als Chefjustiziar oder Chefsyndikus bezeichnet, gegebenenfalls auch nur als Rechtsvorstand. Somit ist die Position des Chief Legal Officer eher in größeren Unternehmen vertreten.
Die Abkürzung CLO kann jedoch auch für Chief Learning Officer oder Chief Listening Officer stehen.
Der Chief Legal Officer gehört zur Liste der Chief Officer (Wirtschaft).